# Connersville (Indiana)
Connersville – miasto w Stanach Zjednoczonych, w stanie Indiana, siedziba administracyjna hrabstwa Fayette.